# Стартовий комплекс № 6 авіабази ВПС США Ванденберг
34°34′53″ пн. ш. 120°37′34″ зх. д. / 34.581436° пн. ш. 120.626063° зх. д.
Ста́ртовий ко́мплекс № 6 (SLC-6, або «слік сікс») на авіабазі Ванденберг в Каліфорнії — це космодром і зона підтримки. Первісно будувався для запуску ракети-носія Титан-3 та Пілотованої орбітальної лабораторії, запуск якої скасували до закінчення будівництва Стартового комплексу № 6. Пізніше комплекс перебудували для запуску Спейс Шатлів з західного узбережжя, проте не використовували через бюджет, безпеку та політичні аспекти. З космодрому здійснено кілька послідовних запусків ракети-носія Афіна. Після реконструкції з 2006 року зі стартового комплексу запускають ракети-носії сімейства Дельта.
Ракети з Ванденберга летять на південь, що дозволяє виводити їх на орбіту з високим нахилом — полярну або сонячно-синхронну, що зручна для повного постійного огляду Землі та часто використовується для метеорологічних, навігаційних та розвідувальних супутників. Цю орбіту складно досягти з мису Канаверал, з якого ракети мають летіти на схід, бо на північ та південь від Космічного центру ім. Кеннеді знаходяться населені пункти. З урахуванням цих обмежень потребуються додаткові маневри, які значно зменшують вантажопідʼємність носія.

## Історія
Стартовий комплекс № 6, частина «південної бази» Ванденбергу, був частиною ранчо Садден до його викупу ВПС США в середині 1960-х за законом про експропріацію. Окрім ранчо там був розташований маяк Пойнт-Аргуельо, котрий був замінений радіонавігаційною системою наземного базування LORAN. Після придбання бази ВПС почали будівництво стартового комплексу № 6 12 березня 1966 року для запуску модифікації ракети Титан-3 з Пілотованою орбітальною лабораторією (ПОЛ). Після проведення значних будівельних робіт 10 червня 1969 року програму ПОЛ скасували. Подальші роботи на стартовому комплексу припинили і об'єкт законсервували.

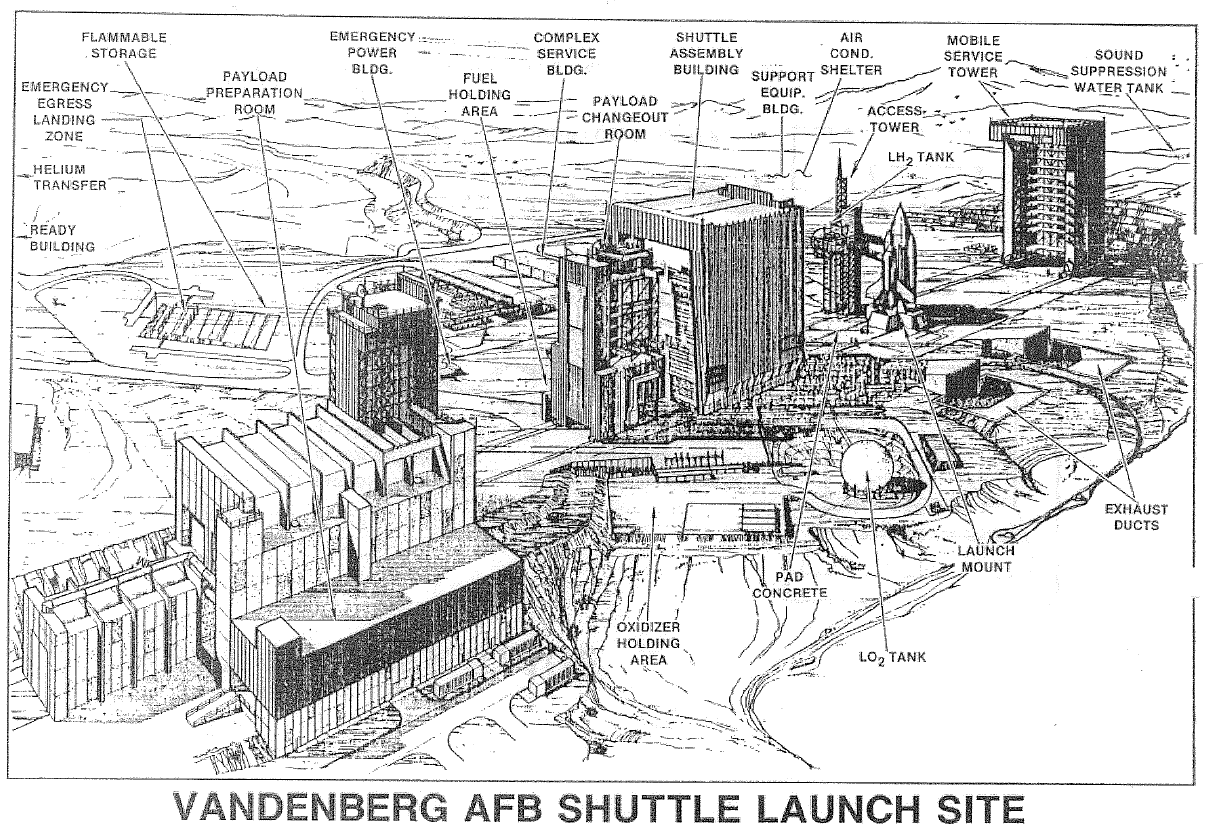
Розмітка конфігурації запуска шатла

Плануючи запускати цивільні та військові місії шатла на екваторіальну орбіту з Космічного центру ім. Кеннеді та військові польоти на полярну орбіту з Ванденбергу, НАСА та ВПС мали різні думки стосовно місця запуску шатла. Вони змогли домовитися про стартовий комплекс № 6 з огляду на його призначення для пілотованих польотів в космос, яке не відбулося після скасування програми ПОЛ.
В 1972 році ВПС США обрали авіабазу Ванденберг для запуску шатлів зі західного узбережжя. Використання стартового комплексу № 6 було затверджено у 1975 році, і з січня 1979 по липень 1986 проводилась реконструкція колишнього стартового майданчика для запуску ПОЛ.

### Переваги використання

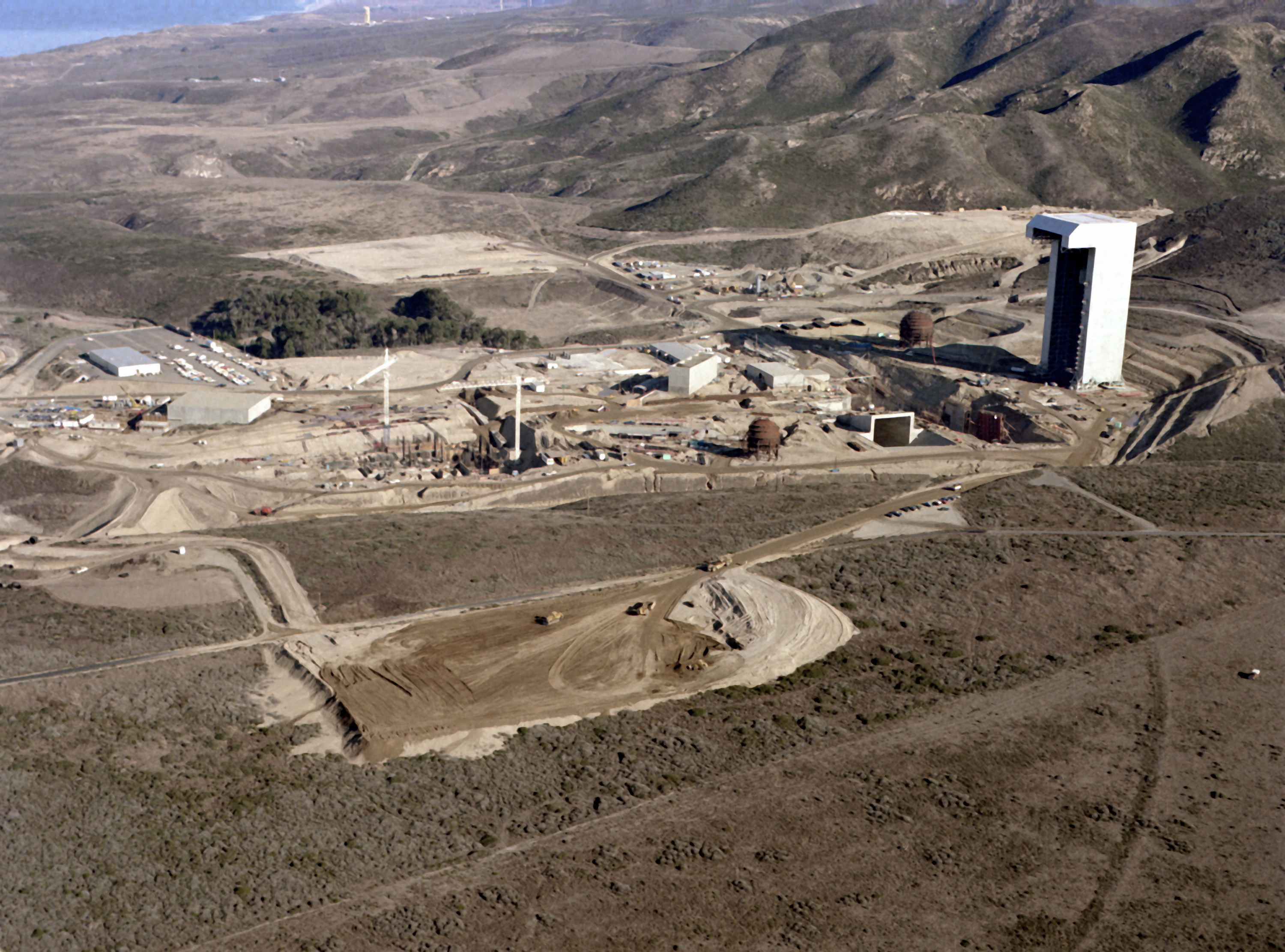
Стартовий комплекс № 6 1980 року

- Запуск шатла на полярну орбіту з Флориди значно зменшує корисне навантаження;
- Запуск шатла на полярну орбіту з Флориди потребує прольоту над Південною Кароліною, зовнішній паливний бак після відкидання пролітає над Канадою та РФ;
- Використання наявних і частково готових можливостей стартового комплексу № 6 для запуску ракети Титан-3 дозволяє знизити витрати на будівництво стартового комплексу для шатла.

### Відмінності
Стартові комплекси для запуску шатлів у Ванденберзі та на мисі Канаверал мали значні розбіжності в компоновці. У Космічному центрі імені Кеннеді був монтажно-збиральний ангар для шатла, місце посадки для шатла, кран стикування-розстикування (для завантаження орбітального апарата на літак для транспортування шатлів), будівля вертикальної збірки й стартовий комплекс-39. Стартовий комплекс № 6 мав функції вертикальної збірки й запуску; монтажно-збиральний ангар, кран стикування-розстикування та 4000-метрова посадкова смуга для шатлів забезпечувалися Північною базою.

### Спейс шатл

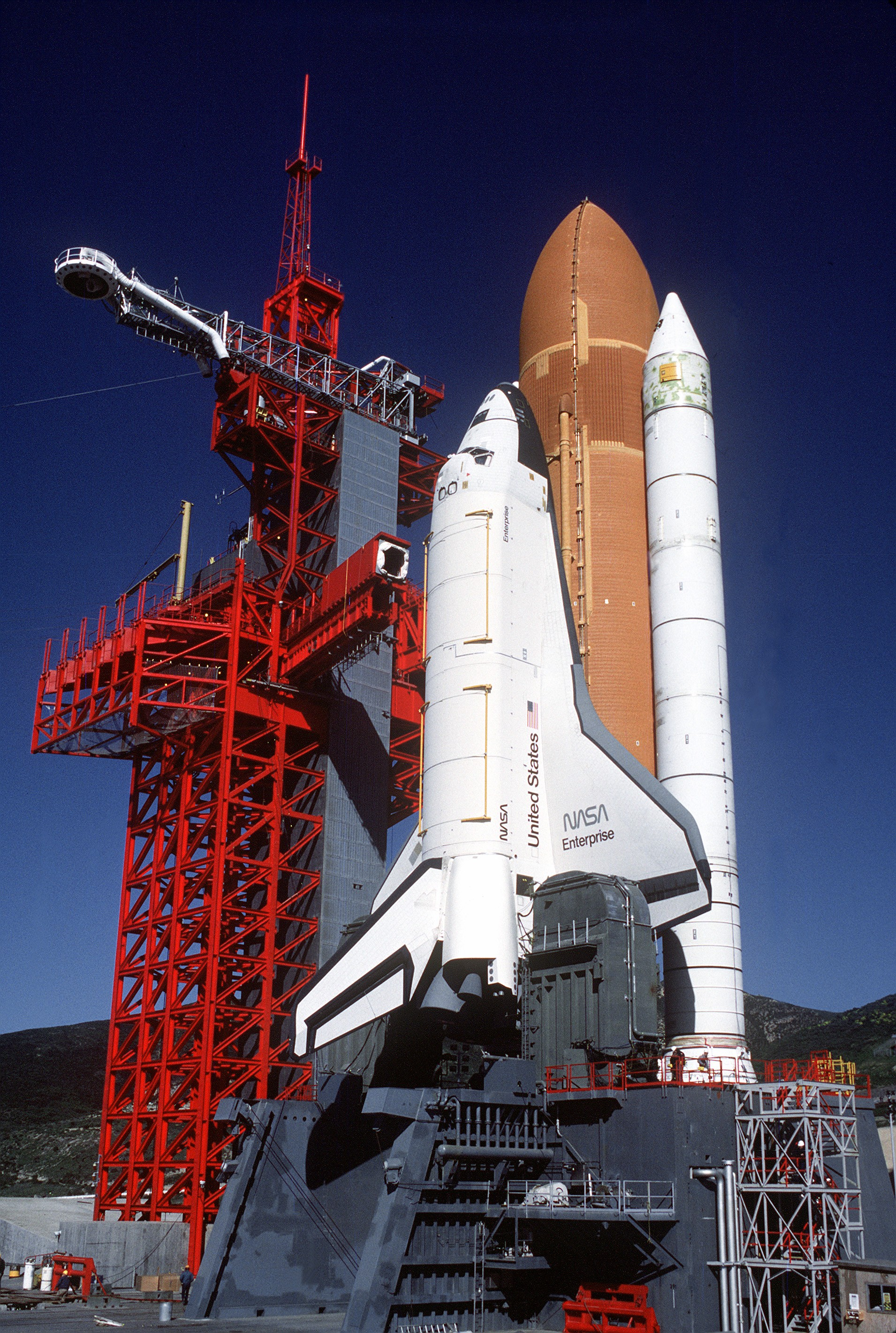
Ентерпрайз на стартовому комплексі № 6 у пусковій конфігурації в лютому 1985 року

На нову модифікацію комплексу для запуску Спейс-шатла було витрачено понад 4 млрд доларів.  Була зменшена висота оригінальної рухомої башти технічного обслуговування та додані два нові запальні канали для твердопаливних прискорювачів шатлу. Також були виконані такі модифікації, як цистерни для зберігання рідкого кисню та водню, кімната підготовки корисного навантаження, кімната заміни корисного навантаження, нова пускова башта з системою евакуації команди шатла, система пригнічення звуку, зона меліорації та будівля збирання шатла.
Додатково була подовжена злітно-посадкова смуга Північної бази з 1700 до 4800 м задля забезпечення можливості посадки шатла. Технічне обслуговування та модернізація орбітального апарата мали відбуватися на суміжній Станції обслуговування та модернізації орбітальника.
15 листопада 1985 року під час церемонії здачі стартовий комплекс № 6 було визнано робочим, не зважаючи на потребу в додатковому тестуванні та проведенні інших робіт. Для серії перевірок, подібних до виконаних на стартовому комплексі-39, застосовувався прототип шатла Ентерпрайз, який можна було поєднати зі зовнішним паливним баком та твердопаливними прискорювачами.
Перший запуск на полярну орбіту мав відбутися 15 жовтня 1986 року на шатлі Діскавері під командуванням ветерана польотів на шатлі Роберта Кріппена (рейс STS-62-A). Проте після катастрофи Челленджера, у наступні 2 роки всі запуски шатлів скасували. 
31 липня 1986 року, через півроку після випадку з Челленджером, міністр ВПС США Едвард Олдрідж оголосив, що програмі шатлів у Ванденберзі присвоєно статус «експлуатаційної готовності». 
13 травня 1988 року міністр Олдрідж наказав передати активи з програми шатлів іншим організаціям (найперше Космічному центру ім. Кеннеді) до 30 вересня 1989 року, тобто до кінця фіскального року.

### Причини консервації
- Катастрофа Челленджера показала, що нерозумно покладатися лише на шатл;
- Забруднення води на стартовому комплексі № 6 мало перевищити передбачені ліміти, що призводило до значних витрат на усунення наслідків;
- Подальші дослідження виявили, що знадобиться більше води для системи пригнічення звуку, а отже потрібна модернізація системи водопостачання;
- Охолодження буде проблематичнішим, ніж у Флориді, й невідомо, наскільки справляться з цією задачею у Ванденберзі;
- Незадовільний захист від ударної хвилі розташованих поруч будівель потребує робіт для належного захисту;
- Після Челленджера більш компактна зона запуску SLC-6 створювала ризик накопичення газоподібного водню, що могло призвести до пожежі чи вибуху;
- Значні перевитрати на будівництво;
- Значні проблеми якості будівництва, виявлені незалежною перевіркою, які буде дорого виправити.

ВПС офіційно звернули програму шатлів на Ванденберзі 26 грудня 1989 року. Її приблизна оцінка становила 4 млрд дол.

### Відновлення діяльності
Після закриття програми шатлів на стартовому комплексі № 6, ВПС повернулися до запуску військових супутників на полярну орбіту за допомогою ракет Титан-34D, а згодом — Титан-4.
6 липня 1990 року компанія Локгід (LCOS) отримала контракт від ВПС США на модифікацію стартового комплексу № 6 в комплекс для запуску ракет Титан-4/Центавр. Це було покращенням майданчика для запуску ракет Титан-3, які мали вивести на орбіту ПОЛ. Роботи мали початися в кінці 1992 року і закінчитися до запуску ракет у 1996 році.
22 березня 1991 року ВПС оголосили про припинення програми Титан-4/Центавр на стартовому комплексі № 6. Причиною були названі «невідповідність західного узбережжя потребам запуску Титана-4». Контракт з Локгідом було розірвано через кілька місяців.
На початку 1990-х років ракетно-космічна компанія Локгід почала досліджувати можливість створення нового сімейства малих ракет для комерційного використання. Локгід затвердила розробку ракети-носія «Локгід» (LLV — Lockheed Launch Vehicle) в січні 1993 року.  Після злиття компанії Локгід з компанією Мартін Маріетта була виготовлена ракета з назвою Афіна. 

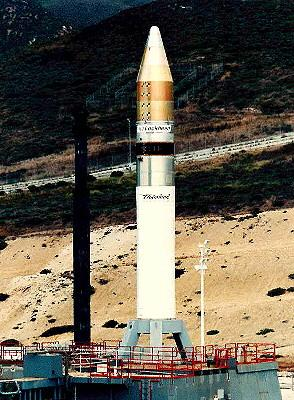
Афіна 1 (LLV 1) на SLC-6, серпень 1997.

Після укладення ще одного контракту з ВПС в 1994 році, почались роботи з модифікації: на майданчику для запуску шатлів змонтували невелику платформу поверх одного з двох каналів, що підводились до твердопаливних прискорювачів.
Перший запуск відбувся 15 серпня 1995 і закінчився невдало. Згодом виявилося, що причиною був збій системи наведення, поєднаний з перегрівом механізму управління двигуна першого ступеня.
Після перепроектування та тестування ракета з новим ім'ям Афіна-1 22 серпня 1997 року успішно запустила супутник NASA Lewis.

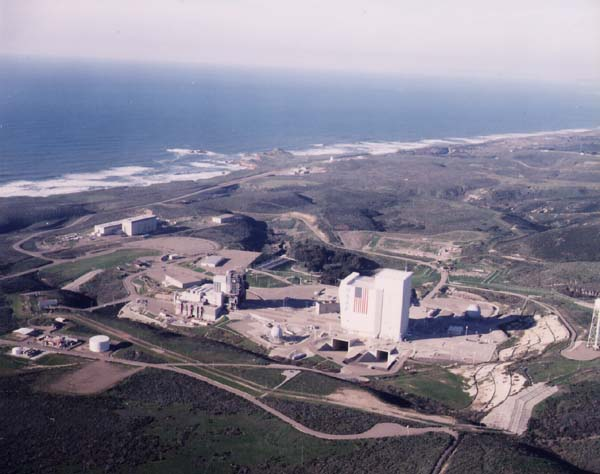
Вид згори на SLC-6, приблизно 2006 рік.

Ще один успішний запуск відбувся 24 вересня 1999 року — супутник Ikonos для створення космічних знімків компанією GeoEye вивели на полярну орбіту за допомогою ракети Афіна-2.
З появою ракет Дельта-4 та Атлас-5 у кінці 1990-х, компанія Боїнг 1 вересня 1999 року орендувала стартовий комплекс № 6 для модифікації під запуск їхніх ракет Дельта-4.
Були видалені деякі компоненти програми шатлів, такі яка кімната зміни корисного навантаження, проте будівля збірки, рухома башта технічного обслуговування, пускова башта, рів для відхилення вогню, система пригнічення звуку та деякі інші елементи зберегли та пристосували для запуску ракети Дельта-4. Спільний корпус ракети-носія (Common Booster Core — CBC) та відповідне льотне обладнання транспортується з заводу Боїнга в Декейтері (Алабама) до Ванденберга кораблем MV Delta Mariner, що причалює з півдня від стартового комплексу № 6, де планувалося отримувати та розвантажувати зовнішні паливні баки шатла. 

### Дельта-4

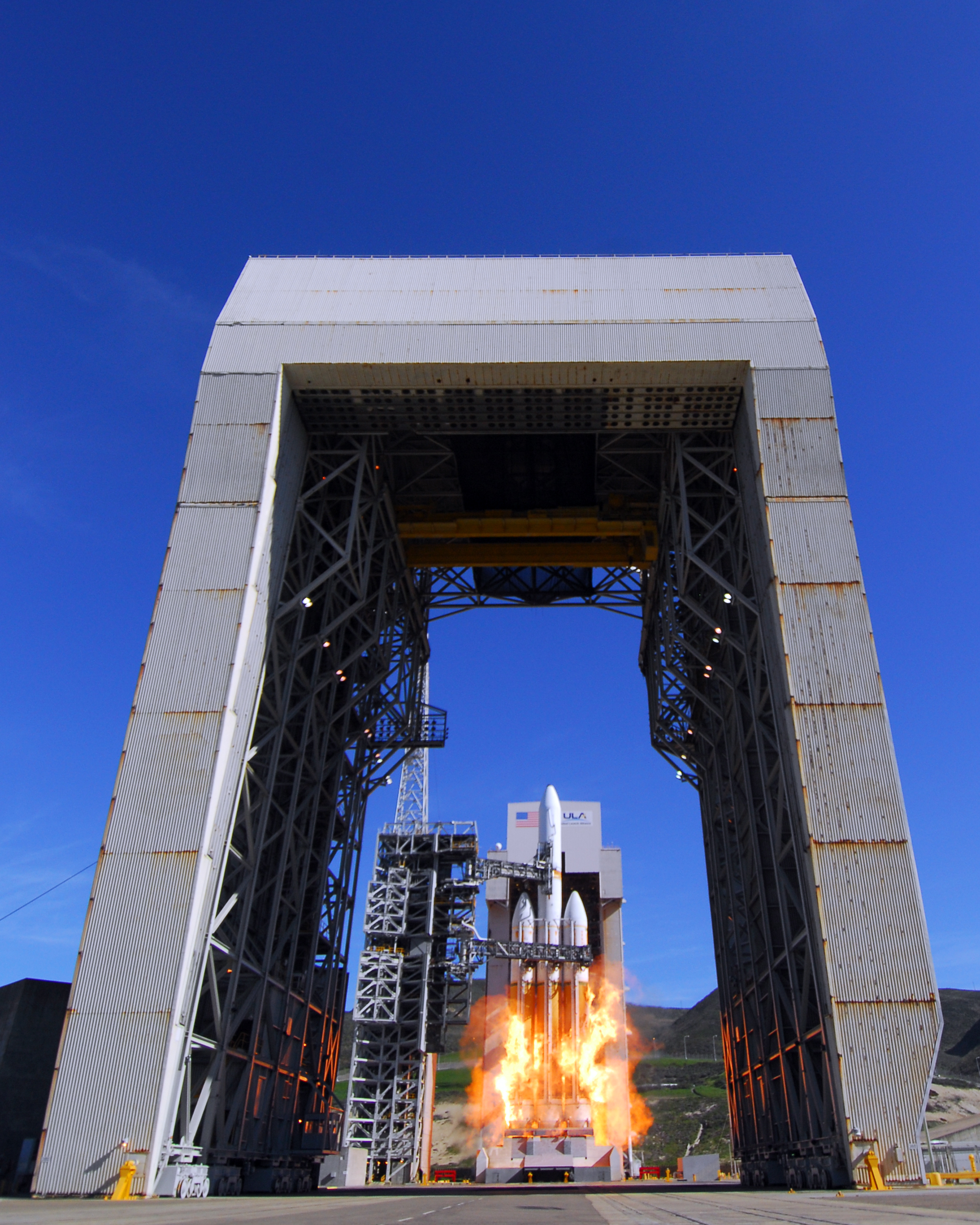
Запуск Delta IV Heavy з SLC-6 з USA-224

Клас ракет Дельта-4 був розроблений компанією Боїнг за участі в програмі Міністерства оборони «Розвитку ракет-носіїв» (Evolved Expendable Launch Vehicle, EELV). Головна ціль програми полягала в зменшені витрат на запуск і спрощення процесу виведення супутників у космос. У головного суперника Боїнга — Локгід Мартіна є схожий клас ракет — Атлас-5, вперше запущений з західного узбережжя на початку березня 2008 року з модифікованого східного стартового комплексу № 3 на Південній базі. 
Дельта-4, що була розміщена на майданчику з кінця 2003 року та мала низку технічних проблем з ракетою-носієм і з корисним навантаженням, вперше полетіла в космос з стартового комплексу № 6 27 червня 2006 року о 20:33. 
Ракета Дельта-4 Медіум+ (4,2) вивела на орбіту супутник Національного управління розвідки NROL-22, який успішно запрацював приблизно через 54 хвилини. 
| " | Цей перший запуск Дельта-4 став важливим досягненням для компанії Боїнг та наших замовників — Національного управління розвідки та ВПС США. Сьогодні ми успішно протестували можливість запуску ракети Дельта-4 зі стартового комплексу № 6, забезпечивши для держави та ВПС перший космодром за програмою EELV на західному узбережжі. Цим запуском команда Дельти виконала всі умови EELV. В нас є повне сімейство ракет-носіїв, зокрема перевірена на практиці важка ракета, двигун першого ступеня вітчизняного виробництва, а також космодроми на обох узбережжях. -- Ден Коллінз, віце-президент Боїнга з пускових систем | " |

Після запуску компанія Боїнг повідомила, що це була перша місія NRO на ракеті Дельта-4 і друга на ракеті сімейства Дельта. Першою була місія GeoLITE на борту Дельта-2 у 2001 році.
4 листопада 2006 року на борту Дельта-4 Медіум запущено DMSP-17 по Програмі військових метеорологічних супутників.
20 січня 2011 року о 13:10 PST відбувся запуск USA-224 (NROL-49) на ракеті Дельта-4 Геві. Запуск виконала компанія United Launch Alliance. Це був перший запуск Дельта-4 Геві з Ванденбергу.

## Історія запусків
| No. | Дата/Час (UTC)      | Тип                    | Серійний номер | Корисне навантаження | Тип навантаження        | Орбіта | Результат | Примітки                                                                      |
| --- | ------------------- | ---------------------- | -------------- | -------------------- | ----------------------- | ------ | --------- | ----------------------------------------------------------------------------- |
| 1   | 15.08.1995 22:30    | Афіна-1                | DLV            | GemStar 1            | Комунікаційне           | LEO    | Невдача   | Перший запуск з SLC-6                                                         |
| 2   | 23.08.1997 06:51:01 | Афіна-1                | LM-002         | Lewis                | Наукове                 | LEO    | Успіх     |                                                                               |
| 3   | 27.04.1999 18:22    | Афіна-2                | LM-005         | IKONOS 1             | Фотографування          | LEO    | Невдача   | Не відділився обтічник корисного навантаження, і супутник не вийшов на орбіту |
| 4   | 24.09.1999 18:21:08 | Афіна-2                | LM-007         | IKONOS 2             | Спостреження за Землею  | LEO    | Успіх     |                                                                               |
| 5   | 28.06.2006 03:33    | Дельта-4 Медіум+ (4,2) | 317            | USA-184 (NROL-22)    | ELINT                   | Молнія | Успіх     | Перший запуск Дельти-4 з Ванденберга                                          |
| 6   | 11.04.2006 13:53    | Дельта-4 Medium        | 320            | USA-192 (DMSP F17)   | Метеорологічне          | SSO    | Успіх     | Перший запуск Дельти-4 на ННО                                                 |
| 7   | 20.01.2011 21:10    | Дельта-4 Геві          | 352            | USA-224 (NROL-49)    | Оптична зйомка          | LEO    | Успіх     | Перший запуск Дельти-4 Геві з Ванденбергу                                     |
| 8   | 02.04.2012 23:04    | Дельта-4 Медіум+ (5,2) | 359            | USA-234 (NROL-25)    | Радарна зйомка          | LEO    | Успіх     | Перший запуск Дельти-4 Медіум+ (5,2)                                          |
| 9   | 28.08.2013 18:03    | Дельта-4 Геві          | 364            | USA-245 (NROL-65)    | Розвідувальний супутник | LEO    | Успіх     |                                                                               |
| 10  | 10.02.2016 11:40    | Дельта-4 Медіум+ (5,2) | 373            | USA-267 (NROL-45)    | Радарна зйомка          | ННО    | Успіх     |                                                                               |
| 11  | 12.01.2018 22:11    | Дельта-4 Медіум+ (5,2) | 379            | NROL-47              | Розвідувальний супутник | ННО    | Успіх     | Останній запуск Дельти-4 Медіум+(5,2)                                         |